# Hipster Daddy-O and The Handgrenades
Pour les articles homonymes, voir Hipster (homonymie).
Hipster Daddy-O and The Handgrenades est un groupe de swing des États-Unis.

## Membres
- Eric Allen : Chant
- Mike Edward : Chant & Guitare
- Ty Lebsack : Bass
- Daryl Seymour : Batterie
- Mr. Tidy Paws : Saxophone
- Kris Wiedeman : Trombone
- Grant Lange : Trompette

## Discographie
- Armed and Swingin'
- Diesel